# ديفنسين
الدیفنسینات (بالإنجليزية: Defensins)‏ هي بروتينات كاتيونية صغيرة غنية بالسيستئين تتواجد في مختلف أشكال الحياة بما في ذلك: الحيوانات الفقارية واللافقارية، والنباتات، والفطريات. وهي ببتيدات دفاع ينتجها المضيف، تملك أعضاء منها إما وظيفة مضادة للميكروبات بشكل مباشر أو وظائف تأشير مناعي أو كلاهما. تنشط الديفنسيات ضد أنواع مختلفة من البكتيريا والفطريات والعديد من الفيروسات المغلفة وغير المغلفة. يتراوح طولها عادة بين 18-45 حمض أميني وتملك ثلاث أو أربع روابط ثنائي كبريتيد عالية الانحفاظ.
يتم إنتاجها لدى الحيوانات بواسطة خلايا الجهاز المناعي الفطري والخلايا الظهارية، بينما تُنتج لدى النباتات والفطريات بواسطة أنواع مختلفة من الأنسجة. ينتج الكائن عادة عدة أنواع مختلفة من الديفنسينات ويُخزن بعضها داخل الخلايا (مثل الخلايا الحبيبية المتعادلة لقتل البكتيريا المبتلعة)، بينما تُفرز أخرى في الوسط خارج الخلوي. تختلف آلية عمل الديفنسينات التي تقتل الميكروبات مباشرة من تمزيق الغشاء الخلوي المكروبي إلى تعطيل الوظيفة الأيضية له.

## الوظيفة
لدى الشقبانيات غير البالغة ولأن أجهزتها المناعية لم تنمو كليا، تلعب الديفنسينات دورا رئيسيا في الدفاع ضد الممراضات، ويتم إنتاجها في حليب الأم وكذلك بواسطة صغار الشقبانيات أنفسهم. تلعب الديفنسينات في حليب الرضاعة البشري دورا رئيسيا في مناعة حديثي الولادة.
يحتوي الجينوم البشري على جينات ديفنسين ثيتا [الإنجليزية] لكنها تملك كودون توقف مبتسر يعيق التعبير عنها. تم إنشاء ديفنسين ثيتا بشري اصطناعي (ريتروسيكلين) عبر إصلاح الجين الزائف، وقد أظهر فعالية ضد فيروس الإيدز وفيروسات أخرى بما في ذلك: فيروس الهربس البسيط وفيروس الإنفلونزا أ. تعمل ديفنسينات ثيتا بشكل أساسي على منع الفيروسات من دخول الخلايا المستهدفة. تملك ديفنسينات ألفا [الإنجليزية] تأثيرا ضد السموم الخارجية التي تنتجها الجمرة الخبيثة (العصوية الجمرية). فقد أُثبت أن العصوية الجمرية -التي تنتج بروتيناز فلزي [الإنجليزية] وهو عامل قاتل بروتيني [الإنجليزية] يستهدف مابكك [الإنجليزية]- غير محصنة وعرضة لبروتين الخلية المتعادلة 1 (HNP-1) الذي يعمل كمثبط غير متنافس قابل للعكس ضد هذا العامل القاتل.
تعتبر الديفنسينات عموما بأنها تساهم في صحة الغشاء المخاطي، مع ذلك من الممكن اعتبار هذه الببتيدات عوامل بيولوجية يمكن تنظيمها بالزيادة بواسطة مركبات حيوية متواجدة في حليب الرضاعة البشري. بهذا الاعتبار، يمكن أن يلعب الإنتاج المعوي للببتيدات المضادة للميكروبات مثل: hBD2 وhBD4 f بواسطة عوامل التريفويل [الإنجليزية] دورا مهما في مقاومة استيطان البكتيريا لحديثي الولادة، وبالتالي تحسين الاستجابة المناعية لحديثي الولادة ضد الممراضات التي يمكن أن تواجههم.